# LXDE
LXDE (výslovnost [ˌeleksdiːˈiː]; zkratka z angl. Lightweight X11 Desktop Environment [ˈlaitˌweit eks iˈlevn ˌdesktop inˈvaiərənmənt]) je rychlé a hardwarově nenáročné opensource desktopové prostředí pro Unix a systémy vyhovující standardu POSIX (Linux a rodina BSD). Cílem projektu je vytvořit rychlé a energeticky nenáročné prostředí. Je vhodné především pro různá mobilní zařízení (netbooky, MID) a starší počítače, zvláště pro zařízení s malým objemem operační paměti. Celý zdrojový kód je uvolněn pod licencí GPL.
Testy prováděné na Ubuntu ukázaly, že LXDE 0.5 má nejmenší spotřebu paměti v porovnání s GNOME 2.29, KDE 4.4 a Xfce 4.6., a také minimální energetické nároky.
Funkcionalitou se podobá IceWM, navíc je ale nastavitelné prostřednictvím GUI. Jako správce oken (window manager) používá OpenBox.

## Historie
Projekt vytvořil v roce 2006 tchajwanský programátor Chung Žen-jü (Hong Jen Yee, čínsky 洪任諭), též známý jako PCMan, když publikoval PCManFM – nový souborový manažer a první modul pro LXDE.
LXDE je napsáno v programovacím jazyce C a grafické prostředí vytvořeno pomocí knihoven GTK+. GTK+ je běžně používáno v linuxových distribucích a umožňuje vytváření multiplatformních aplikací.

## Qt port
Z důvodů nespokojenosti s GTK+ v3 začal Chung počátkem roku 2013 experimentovat s přechodem na framework Qt. 26. března 2013 zveřejnil první verzi správce PCManFM postavenou nad Qt knihovnami. Tehdy uváděl, že to neznamená odklon LXDE od GTK+ směrem ke Qt, že obě varianty budou koexistovat. Později portoval pod Qt také frontend Xrandr.
3. července 2013 oznámil Chung vývoj Qt portu celého prostředí LXDE. 21. července 2013 bylo oznámeno, že projekt Qt portu LXDE a desktopu Razor-Qt se spojují a vzniklý celek ponese jméno LXQt. První verze LXQt 0.7.0 byla vydána 7. května 2014, verze 0.8.0 přinášející kompatibilitu s Qt5 vyšla 13. října 2014, verze 0.9.0 vyšla 8. února 2015 a migrovala kompletně na Qt5; verze 0.10.0 s opravou více než 400 chyb byla vydána 2. listopadu 2015.
V únoru 2016 bylo LXDE stále funkční z hlediska použitelnosti s novými verzemi OS, ale vývoj se prakticky zastavil.